# محمد بن سعد بن زيد
الأمير محمد بن سعد بن زيد أول أمير لمنطقة الرياض من عام 1902 – 1938.

## حياته
من أهالي الرياض انتقل إلى الكويت مرافقاً للإمام عبد الرحمن والملك عبد العزيز واستقر معهم بالكويت منذ عام 1309هـ، كلفه الملك عبد العزيز بإعداد وتجهيز الرجال والسلاح لمعركة استرداد الرياض عام 1319هـ، وكان له دور فعال في المعركة، وعند وصول الملك عبد العزيز ورجاله إلى الرياض اقاموا معسكرهم في نخل والد محمد بن زيد (نخل الصفرة)شرق الرياض وذلك لأنه المكان الأكثر أماناً خشية كشف أمرهم من قبل الأمير عجلان ورجاله، وبعد انتصاره في هذه المعركة واسترداده للرياض اراد الملك عبد العزيز التوسع في ضم مناطق أخرى حول الرياض وحيث أن أبنائه الملك سعود المولود عام 1319هـ والملك فيصل المولود عام 1324هـ كانوا صغاراً في السن ووالده الإمام عبد الرحمن الفيصل تنازل تنازلاً رسمياً عن الحكم لابنه الملك عبد العزيز لذا عين الملك عبد العزيز محمد بن سعد بن زيد أميراً على الرياض وينوب عنه في غيابه وذلك من عام 1319هـ وظل أميراً عليها إلى عام 1357هـ.
أسرة آل زيد لها خدمات طويلة ومشرفة بأسرة آل سعود حيث بدأت هذه العلاقة من مؤسس الدولة السعودية الثانية الإمام تركي بن عبد الله رحمه الله أي أكثر من 180 سنة وامتداد لهذه العلاقة الطويلة فقد خدم عبد العزيز وعبد الرحمن أبناء محمد بن سعد بن زيد أمير الرياض حيث كانوا من رفقاء الملك عبد العزيز وقد امتدت خدماتهم إلى عهد الملك فهد بن عبد العزيز يرحمه الله، وكذلك شقيقه عبد الرحمن بن سعد بن زيد حيث كان وزير والكاتب الخاص للإمام عبد الرحمن وكذلك زيد بن محمد بن عبد الرحمن بن زيد الذي قتل أثناء استرداد الملك عبد العزيز للرياض عام 1319هـ.

## مناصبه
كلف الملك عبد العزيز آل سعود محمد بن سعد بن زيد بالذهاب إلى مملكة البحرين للاتصال بمن فيها من أهل نجد وتشجيعهم على العودة إلى مدينة الرياض بعد استردادها للاستفادة منهم في مناحي الحياة والمشاركة في عملية التوحيد والبناء التي عزم الملك عبد العزيز على تحقيقها بعد استرداد الرياض، وعينه الملك عبد العزيز أميراً على الرياض.